# Europas Grand Prix 2006
Europas Grand Prix 2006 var det femte av 18 lopp ingående i formel 1-VM 2006. Loppet kördes i Tyskland.

## Rapport
Fernando Alonso, som startade från pole position, ledde loppet fram till sitt andra depåstopp. Michael Schumacher som var snabbast på banan men som legat någon sekund bakom Alonso, stannade kvar på banan och gjorde ytterligare några snabba varv, vilket medförde att han låg före Alonso när denne kom ut från depån. Schumacher gick sedan själv i depå med en betryggande ledning och kunde sedan komma ut före Alonso och vinna loppet med 3,7 sekunders marginal. Felipe Massa kom trea, vilket var brasilianens första pallplacering.
Nico Rosberg, som bytt motor och flyttats bakåt tio platser i startfältet och som därför fick starta från den 22:a och sista startrutan, gjorde en rejäl uppåkning och slutade på en sjundeplats.

## Resultat
1. Michael Schumacher, Ferrari, 10 poäng
2. Fernando Alonso, Renault, 8
3. Felipe Massa, Ferrari, 6
4. Kimi Räikkönen, McLaren-Mercedes, 5
5. Rubens Barrichello, Honda, 4
6. Giancarlo Fisichella, Renault, 3
7. Nico Rosberg, Williams-Cosworth, 2
8. Jacques Villeneuve, BMW, 1
9. Jarno Trulli, Toyota
10. Nick Heidfeld, BMW
11. Scott Speed, Toro Rosso-Cosworth
12. Tiago Monteiro, MF1-Toyota
13. Christijan Albers, MF1-Toyota

### Förare som bröt loppet
- Ralf Schumacher, Toyota (varv 52, motor)
- Juan Pablo Montoya, McLaren-Mercedes, (52, motor)
- Takuma Sato, Super Aguri-Honda (45, hydraulik)
- Franck Montagny, Super Aguri-Honda, (29, hydraulik)
- Jenson Button, Honda (28, motor)
- Christian Klien, Red Bull-Ferrari (28, växellåda)
- Mark Webber, Williams-Cosworth, (12, hydraulik)
- David Coulthard, Red Bull-Ferrari (2, olycksskada)
- Vitantonio Liuzzi, Toro Rosso-Cosworth (0, olycksskada)